# Шальхен (Верхняя Австрия)
Шальхен (нем. Schalchen) — коммуна (нем. Gemeinde) в Австрии, в федеральной земле Верхняя Австрия.
Входит в состав округа Браунау-на-Инне. Население составляет 3585 человек (на 31 декабря 2005 года). Занимает площадь 41 км². Официальный код — 40441.

## Политическая ситуация
Бургомистр коммуны — Штефан Фукс (СДПА) по результатам выборов 2003 года.
Совет представителей коммуны (нем. Gemeinderat) состоит из 25 мест.
- СДПА занимает 14 мест.
- АНП занимает 9 мест.
- АПС занимает 2 места.